# Ушаково (Нерехтский район)
Ушаково — село в Нерехтском районе Костромской области. Входит в состав Волжского сельского поселения.

## География
Находится в юго-западной части Костромской области на расстоянии приблизительно 21 км на восток-северо-восток по прямой от районного центра города Нерехта.

## История
Село известно с 1440 года, когда оно было упомянуто в завещании Софьи Витовтовны, жены великого князя Василия Дмитриевича. В XVII—XVIII веках часть села Ушакова принадлежала князьям Волконским, в конце XVIII века — И. К. Бошняку. Здесь в 1830 году родился известный исследователь Дальнего Востока Н. К. Бошняк.

## Население
Постоянное население составляло 72 человека в 2002 году (русские 100 %), 52 в 2022.